# Гравгор, Микаэль
Микаэль Гравгор (дат. Michael Gravgaard; род. 3 апреля 1978[…], Раннерс, Орхус) — датский футболист. Игрок сборной Дании по футболу.

## Карьера

### Ранняя карьера
Родившись в городе Спентруп, расположенный в восьми километрах к северу от Раннерса, Гравгор начал свою карьеру в местном клубе «Раннерс Фрея» в 1996 году. Сначала он играл в втором дивизионе Дании, а в 1999 году он помог клубу выиграть путевку в первый дивизион. Датский футбол в высшем дивизионе появился относительно поздно в его карьере, поскольку он прежде всего хотел продолжить академическую карьеру. Только после учёбы в качестве бухгалтера, Гравгор подписал контракт с клубом высшей лиги, когда он перебрался в «Виборг» в июле 2002 года, а уже через три года стал игроком «Копенгагена», с которым дважды выиграл чемпионат, а также сборной Дании.

## Статистика

### Матчи Гравгора за сборную Дании
| Матчи Гравгора за сборную Дании | Матчи Гравгора за сборную Дании | Матчи Гравгора за сборную Дании | Матчи Гравгора за сборную Дании | Матчи Гравгора за сборную Дании | Матчи Гравгора за сборную Дании |
| ------------------------------- | ------------------------------- | ------------------------------- | ------------------------------- | ------------------------------- | ------------------------------- |
| №                               | Дата                            | Соперник                        | Счёт                            | Голы Гравгора                   | Соревнование                    |
| 1                               | 17 августа 2005                 | Англия                          | 4:1                             | 1                               | Товарищеский матч               |
| 2                               | 3 сентября 2005                 | Турция                          | 2:2                             | —                               | Чемпионат мира 2006 (отбор)     |
| 3                               | 7 сентября 2005                 | Грузия                          | 6:1                             | —                               | Чемпионат мира 2006 (отбор)     |
| 4                               | 8 октября 2005                  | Греция                          | 1:0                             | 1                               | Чемпионат мира 2006 (отбор)     |
| 5                               | 12 октября 2005                 | Казахстан                       | 2:1                             | 1                               | Чемпионат мира 2006 (отбор)     |
| 6                               | 1 марта 2006                    | Израиль                         | 2:0                             | —                               | Товарищеский матч               |
| 7                               | 16 августа 2006                 | Польша                          | 2:0                             | —                               | Товарищеский матч               |
| 8                               | 1 сентября 2006                 | Португалия                      | 4:2                             | —                               | Товарищеский матч               |
| 9                               | 6 сентября 2006                 | Исландия                        | 2:0                             | —                               | Чемпионат Европы 2008 (отбор)   |
| 10                              | 7 октября 2006                  | Северная Ирландия               | 0:0                             | —                               | Чемпионат Европы 2008 (отбор)   |
| 11                              | 11 октября 2006                 | Лихтенштейн                     | 4:0                             | 1                               | Чемпионат Европы 2008 (отбор)   |
| 12                              | 6 февраля 2007                  | Австралия                       | 3:1                             | —                               | Товарищеский матч               |
| 13                              | 24 марта 2007                   | Испания                         | 1:2                             | 1                               | Чемпионат Европы 2008 (отбор)   |
| 14                              | 28 марта 2007                   | Германия                        | 1:0                             | —                               | Товарищеский матч               |
| 15                              | 2 июня 2007                     | Швеция                          | 0:3                             | —                               | Чемпионат Европы 2008 (отбор)   |
| 16                              | 22 августа 2007                 | Ирландия                        | 0:4                             | —                               | Товарищеский матч               |
| 17                              | 8 сентября 2007                 | Швеция                          | 0:0                             | —                               | Чемпионат Европы 2008 (отбор)   |
| 18                              | 12 сентября 2007                | Лихтенштейн                     | 4:0                             | —                               | Чемпионат Европы 2008 (отбор)   |

Итого: 18 матчей / 5 голов; 12 побед, 3 ничьи, 3 поражения.